# Барнич Іван Іванович
Іван Іванович Барнич (26 червня 1989 — 16 липня 2023) — український військовослужбовець, офіцер, учасник війни з Росією.

## Життєпис
Народився в с. Кропивник Калуського району Івано-франківської
області.[1]
Навчався в гімназії ім. Бахматюка в м. Калуш. З 2006 по 2011 рік навчався на юридичному факультеті Національного університету державної податкової служби України.[2]
Жив і працював на Івано-Франківщині. 02.03.2022 вступив до лав Збройних Сил України. Був командиром радіовзводу роти зв’язку та радіотехнічного забезпечення в/ч А1349.
Під час виконання бойового завдання поблизу населеного пункту Старомайорське Донецької області 16 липня 2023 року зв'язок із старшим лейтенантом був втрачений. Кілька місяців він вважався зниклим безвісти. Тіло героя ідентифіковано лише в жовтні.[3]

Похований у рідному селі Кропивник поряд з товаришем, який теж загинув на війні.
Відзначений почесним званням «Почесний громадянин Калуської територіальної громади». Нагороджений орденом Богдана Хмельницького ІІІ ступеня (посмертно).[4]